# Пак Сын Джу
Пак Сын Джу (кор. 박승주; англ. Park Seung Ju; род. 15 сентября 1990 года в Сувоне) — корейская конькобежка, участница зимних Олимпийских игр 2014 года. Выступала за команду «Seongnam City Hall».(мэрия Соннам)

## Биография
Пак Сын Джу родилась в семье отца Пак Чжин Хо и матери Ли Ок Кён. Её мать отвела её в академию конькобежного спорта, когда она была маленькой. Сначала она занималась шорт-треком вместе с младшей сестрой Пак Сын Хи и младшим братом Пак Се Ён, так как родителям было неудобно возить в разные места детей на тренировки, но ей не нравилось соревноваться, где все толкали друг друга и нельзя было разогнаться, поэтому она перешла в конькобежный спорт на длинные дистанции. 
В 2004 году она стала участвовать в своих первых соревнованиях по конькобежному спорту. Впервые выиграла 2-е место на юниорском чемпионате Кореи в многоборье в 2006 году, а через год стала 3-й и дебютировала на юниорском чемпионате мира в Инсбруке, где заняла 5-е место в многоборье и 2-е место в командной гонке. В 2008 году заняла 3-е место в забеге на 1000 м на чемпионате Кореи.
В 2012 году заняла 2-е места на дистанциях 500 м и 3-е на 1000 м на чемпионате Азии в Астане. Тогда же в 2012 выиграла "бронзу" на чемпионате Кореи среди студентов. В ноябре 2012 завоевала две бронзовые медали на дистанциях 500 и 1000 м на чемпионате Кореи и дебютировала на Кубке мира в дивизионе "В". В 2013 году также выиграла "золото" и "серебро" соответственно на этих дистанциях на 94-м Национальном фестивале зимних видов спорта в Сеуле.
На чемпионате мира на одиночных дистанциях в Сочи стала 20-й на дистанции 1000 м. На 48-м чемпионате Кореи заняла 4-е и 5-е места на дистанциях 500 м и 1000 м. В декабре на 26-й зимней Универсиаде в Трентино она выиграла "серебро" на 500 м и была 4-й на дистанции 1000 м.
В январе 2014 года выиграла "серебро" на чемпионате Кореи в спринте Пак заняла 16-е место в спринте на чемпионат мира в Нагано, а в феврале на зимних Олимпийских играх в Сочи заняла 26-е место на дистанции 500 м и 31-е на 1000 м. На 95-м Национальном чемпионате по зимним видам спорта заняла 2-е место в забеге на 500 м. В октябре на чемпионате Кореи она заняла 5-е место на дистанции 500 м и 7-е на 1000 м. В 2014 году завершила карьеру спортсменки.

## Личная жизнь
Пак Сын Джу окончила среднюю школу Сохен и окончила Университет Данкук в степени бакалавра на факультете физического воспитания. После ухода из спорта в 2014 году работала в кафе у своей матери, а потом открыла свой магазин детской одежды. 22 апреля 2017 года вышла замуж за корейского шорт-трекиста Ким Сон Иля В настоящее время вместе с сестрой Пак Сын Хи занимается бизнесом по производству сумок.